# Odiellus bicochlearius
Espèce
Odiellus bicochlearius est une espèce d'opilions eupnois de la famille des Phalangiidae.

## Répartition
Cette espèce est endémique de la Communauté valencienne en Espagne. Elle se rencontre dans la province d'Alicante dans les environs de Confrides et de Quatretondeta.

## Description
Le mâle holotype mesure 4,75 mm, les mâles mesurent de 4,75 à 5,25 mm.

## Systématique et taxinomie
Cette espèce a été décrite par Prieto et Merino-Sáinz en 2024.

## Publication originale
- Prieto, Merino-Sáinz, Ortuno, García-Teba & Hernández-Corral, 2024 : « Catálogo de los Opiliones de la Provincia de Alicante, con la descripción de cuatro especies nuevas. » Revista Ibérica de Aracnología, no 45, p. 93–111.